# Benny Claessens
Benny Claessens (geboren am 5. November 1981 in Antwerpen) ist ein belgischer Theater- und Filmschauspieler, der auch an Bühnen in Deutschland und Österreich arbeitet.

## Leben und Werk
Benny Claessens studierte am Studio Herman Teirlinck in Antwerpen und arbeitet seitdem als freier Schauspieler. Er spielte ab 2003 in mehreren Inszenierungen am Het Toneelhuis in seiner Heimatstadt, unter anderem in Push up 1-3 von Roland Schimmelpfennig, im Tod eines Handlungsreisenden von Arthur Miller und in Peer Gynt von Henrik Ibsen. Er war an einer Reihe von Film- und Fernsehproduktionen beteiligt. 2006 gründete er gemeinsam mit Femke Heijens die Gruppe EISBÄR, die rasch in Belgien und Holland bekannt wurde. Die Kompagnie führte unter anderem die Stücke Immer an Ende weinen und Collateral Damage auf. Für seine Rolle in Ritter, Dene, Voss von Thomas Bernhard erhielt er 2009 den Amsterdamer Arlecchino Award. 2008 arbeitete er mit Jan Decorte und mit Lies Pauwels, mit dem er unter anderem zum Zürcher Theater Spektakel eingeladen war. 2010 war er mit Alain Platels Tanzkollektiv Les Ballets C de la B in der Produktion „Primero-Erscht“ von Lisi Estaràs zu sehen.
Johan Simons engagierte ihn 2010 an die Münchner Kammerspiele und setzte ihn gleich in der ersten Premiere seiner Intendanz, Ruf der Wildnis, ein. Claessens war am Beginn seines Münchner Engagements einer Reihe von Anfeindungen von Teilen des Publikums ausgesetzt, konnte aber durch seine Leistung und seine Bühnenpräsenz – beispielsweise bei Wassa Schelesnowa oder Onkel Wanja – schließlich überzeugen. Gemeinsam mit Risto Kübar entwarf er 2013 die Spectacular Lightshows of Which U Don’t See the Effect, sein erstes eigenes Stück, spielte in Jan Decortes Much Dance und verkörperte die lokale Legende Rudolph Moshammer in Elfriede Jelineks Die Straße. Die Stadt. Der Überfall., inszeniert von Simons. Die Produktion wurde zum Berliner Theatertreffen 2013 eingeladen. Die Süddeutsche Zeitung charakterisierte seinen Auftritt in den Spectacular Lightshows, mit Bezug auf seine Körperfülle, wie folgt:

„Da ließ er dann die Sprache weg, wurde nur noch Körper, ein poetisches Nilpferd, grazil wie eine Fee, ein gutmütiges Reittier, so agil wie ein Derwisch; vor allem ein Körpermedium der Liebe.“

2014 gastierte er – in Johan Simons’ Inszenierung der Neger von Jean Genet – bei den Wiener Festwochen und in Hamburg. An der Schaubühne am Lehniner Platz spielte er den Oli in Marius von Mayenburgs Turista in der Regie von Luk Perceval. Seit 2015 ist er Ensemblemitglied des Theaters NTGent. In der Spielzeit 2015–2016 wirkte er in den Produktionen Accatone, De kersentuin und Learning How to Walk mit. Bei Learning how to walk führte er auch Regie, ebenso bei Hello useless – for W and friends. Im Jahre 2016 war er auch an der Neuinszenierung Die Fremden beteiligt und gastierte mit den Spectacular Lightshows am Hebbel am Ufer in Berlin.
Am 17. August 2017 debütierte  er bei den Salzburger Festspielen als Rodrigo Quast in Lulu von Frank Wedekind unter der Regie von Athina Rachel Tsangari.
Im September 2022 beschimpfte Claessens eine Kritikerin als psychisch gestört und drohte: „Your time is over, Darling.“

## Filmographie
- 1999 Blinker – Ein abenteuerlicher Sommer – Mats
- 2000 Blinker und der blaue Morgenstern – Mats
- 2003 Till Uilenspiegel – Lamme (stem)
- 2004 Sketch à gogo – Soldaat
- 2005 Het Geslacht De Pauw – Benny De Pauw
- 2006 Witse –  Walter Saelens
- 2007 Highland Gardens –  Sacha
- 2007 Koning van de wereld –  Fabien
- 2008 We Are So Happy (Kurzfilm) – Stefaan
- 2008 180 – Guillaume
- 2009 Code 37 – Maurits Leybaert
- 2009 Super8 – Benny Claessens
- 2010 Aspe, Folge: Mord in Brügge – Mario Soetaert
- 2010 Ijsland (Kurzfilm)
- 2012 Bumpy Night (Kurzfilm) – Rolle: Jonas
- 2024 Pauline – Remi
- 2025: Rave On

## Auszeichnungen
- 2018: Alfred-Kerr-Darstellerpreis
- 2018: Schauspieler des Jahres (Hauptrolle in Elfriede Jelineks Am Königsweg in der Inszenierung von Falk Richter am Deutschen Schauspielhaus Hamburg)[8]